# Joaquín Fernández Portocarrero
Joaquín kardinal Fernández Portocarrero, španski rimskokatoliški duhovnik, škof in kardinal, * 27. marec 1681, Madrid, † 22. junij 1760.

## Življenjepis
17. januarja 1730 je prejel duhovniško posvečenje.
25. maja 1735 je bil imenovan za naslovnega patriarha in 30. maja istega leta je prejel škofovsko posvečenje.
9. septembra 1743 je bil povzdignjen v kardinala in imenovan za kardinal-duhovnika Ss. Quattro Coronati; 10. aprila 1747 še za S. Cecilia in 9. aprila 1753 za baziliko svete Marije v Trasteveru.
20. septembra 1756 je bil imenovan za kardinal-škofa Sabine.